# Тесабан
Тесабан (на тайски: เทศบาล) са общинските администрации в Тайланд. В зависимост от броя на жителите и други критерии общините се разграничават на големи градове, селища и подрайони. В някои източници категоризацията е преведена като големи градове, градове и малки градове. Банкок и Патая имат специален административен статут извън системата на Тесабан.
Системата „Тесабан“ е въведена през 1934 г. със Закона за организацията на Тесабан (на тайски: พระราชบัญญัติจัดระเบียบเทศบาล พุทศักราช ๒๔๗๖).  Оттогава той е променян няколко пъти – през 1939, 1953 и за последно през 2003 година.

## Категоризация
Тесабан након (на тайски: เทศบาลนคร) обикновено се превежда като голям град. За да получи този статут, градът трябва да има поне 50 000 жители и достатъчно ниво собствени приходи, за да изпълнява определени общински и административни функции.
В първата версия на Закона за Тесабан от 1934 г. условията са били население от поне 30 000 души и гъстота на населението от 1000 души на км². Условието за гъстота на населението впослествие отпада. 
Тесабан муеанг (на тайски: เทศบาลเมือง) обикновено се превежда като град. За да получи този статут, градът трябва да бъде или столица на провинция, или да има поне 10 000 жители. Също има изискване да докаже достатъчно ниво на собствени приходи, за да се изпълняява общинските си функции. 
Тесабан тамбон (на тайски: เทศบาลตำบล) е най-ниското ниво на градската администрация. Тя може да обединява няколко селища или района. За да получи този самостоятелен административен статут, общината трябва да има брутен доход от поне пет милиона бата, да има население от поне 5000 души и да получи одобрението на жителите.